# Royal Australian Navy
Royal Australian Navy (RAN) – australijska marynarka wojenna, część sił zbrojnych Związku Australijskiego (Australian Defence Force). Pod obecną nazwą powstała w 1911 roku, po przemianowaniu istniejących od 1901 roku Commonwealth Naval Forces. Pierwszym dowódcą obydwu formacji był komandor (od 1911 roku kontradmirał) William Rooke Creswell.
Okręty Royal Australian Navy brały udział w działaniach I wojny światowej, zarówno na wodach okalających macierzysty kontynent, jak i europejskich. W okresie dwudziestolecia międzywojennego liczebność floty uległa znacznemu zmniejszeniu, by pod koniec lat 30. ponownie wzrosnąć. Podczas II wojny światowej okręty australijskie były obecne u boku Royal Navy na wodach europejskich i Oceanie Indyjskim, by po wybuchu wojny na Pacyfiku działać również na tym akwenie, samodzielnie bądź wspólnie z marynarką brytyjską i United States Navy.
W czasie zimnej wojny operacje Royal Australian Navy koncentrowały się głównie na obszarze Pacyfiku. Była ona aktywna podczas wojen koreańskiej i wietnamskiej oraz lokalnych konfliktów, jak konfrontacja indonezyjsko-malezyjska w latach 1963−1966. Po zakończeniu zimnej wojny jednostki marynarki australijskiej uczestniczyły w I wojnie w Zatoce Perskiej w latach 1990−1991, operacjach międzynarodowych w Timorze Wschodnim w latach 1999−2000 i na Wyspach Salomona w 2003 roku oraz II wojnie w Zatoce Perskiej.
W 2019 roku w skład Royal Australian Navy wchodzi ponad 50 jednostek pływających, w tym niszczyciele rakietowe typu Hobart, fregaty rakietowe typu ANZAC, okręty podwodne typu Collins, okręty desantowe, patrolowce, niszczyciele min i liczne jednostki pomocnicze. Od 2014 roku dowódcą Royal Australian Navy jest wiceadmirał Tim Barrett.

## Początki

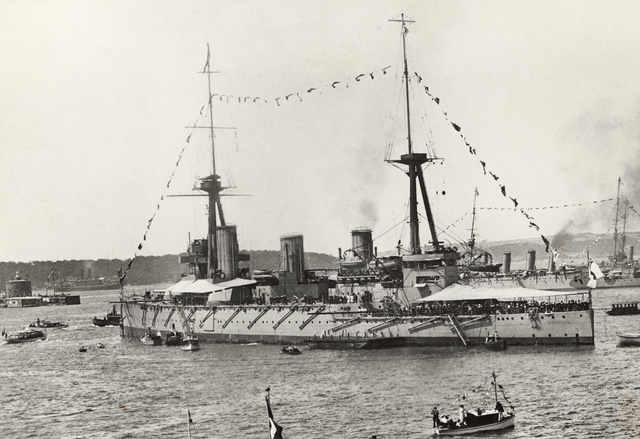
HMAS „Australia” na czele okrętów Royal Australian Navy w porcie w Sydney 4 października 1913

Przed powstaniem Związku Australijskiego w 1901 roku, obrona kolonii opierała się na posiadanych przez nie własnych siłach morskich oraz wydzielonym zespole okrętów Royal Navy, stacjonującym na stałe w Sydney. Pięć z sześciu australijskich kolonii utworzyło własne marynarki wojenne. Były to: Nowa Południowa Walia, Queensland, Australia Południowa, Tasmania i Wiktoria (Australia Zachodnia dysponowała jedynie własnym oddziałem artylerii nadbrzeżnej). Składały się one przede wszystkim z niewielkich jednostek przeznaczonych głównie do patrolowania wód przybrzeżnych. Stała obecność okrętów brytyjskich w Australii datuje się od 1821 roku. Ich bazą był Port Jackson, zatoka, nad którą leży współczesne Sydney.
1 marca 1901 roku z połączenia flot kolonii, tworzących teraz Związek Australijski, powstała wspólna marynarka wojenna, pod nazwą Commonwealth Naval Forces. 25 lutego 1904 roku jej pierwszym dowódcą został komandor William Rooke Creswell, z pochodzenia Brytyjczyk. Przez kilka następnych lat w jej skład wchodziły wciąż te same okręty i jej zadania wciąż ograniczały się do ochrony strefy przybrzeżnej. Dopiero w 1909 roku premier Australii Alfred Deakin, na fali społecznego entuzjazmu wywołanego wizytą w australijskich portach Wielkiej Białej Floty i wspierany przez komandora Creswella, uzyskał zgodę rządu brytyjskiego na rozbudowę własnej marynarki wojennej. 10 lipca 1911 roku król Jerzy V oficjalnie sygnował akt powstania niezależnej Royal Australian Navy, przewidujący jednocześnie dla jej okrętów skrót HMAS (His/Her Majesty’s Australian Ship).
Pierwszymi pełnomorskimi jednostkami marynarki australijskiej były dwa, z sześciu ogółem zbudowanych, niszczyciele typu River: „Parramatta” i „Yarra”, budowane w stoczniach brytyjskich i przejęte w 1910 roku. W tym samym roku rozpoczęto budowę jedynego w historii Royal Australian Navy okrętu liniowego (w rozumieniu klasy jednostek grupującej pancerniki i krążowniki liniowe): „Australii”. Ukończono ją w połowie 1913 roku, zaś 4 października tegoż roku odbyła się w porcie w Sydney pierwsza oficjalna parada floty, po której marynarka australijska formalnie przejęła obowiązek obrony kraju od okrętów Royal Navy. Stanowisko dowódcy floty (Rear Admiral Commanding HM Australian Fleet − najwyższe operacyjne stanowisko w marynarce australijskiej) objął kontradmirał George Edwin Patey z Royal Navy.

## Historia

### I wojna światowa

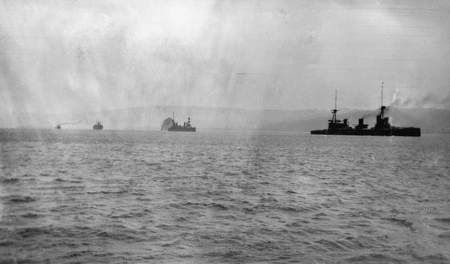
Okręty australijskie wpływają do Rabaulu 12 września 1914

W dniu przystąpienia Wielkiej Brytanii i jej dominiów do działań I wojny światowej (4 sierpnia 1914 roku) w skład Royal Australian Navy wchodziły: krążownik liniowy „Australia” (okręt flagowy), dwa nowoczesne krążowniki lekkie, trzy niszczyciele, dwa okręty podwodne oraz pewna liczba mniejszych i starszych jednostek. Kolejny krążownik lekki i trzy niszczyciele były w trakcie budowy. Zgodnie z przedwojennymi ustaleniami, całość floty została na czas wojny oddana pod rozkazy brytyjskie i stan ten trwał do 19 sierpnia 1919 roku.
Pierwszymi akcjami okrętów Royal Australian Navy były operacje przeciwko niemieckim koloniom na Pacyfiku: Karolinom, Nauru, Nowej Brytanii i Nowej Gwinei. W tym czasie marynarka poniosła pierwszą większą stratę: 14 września 1914 roku zaginął w morzu wraz z całą załogą (35 osób) okręt podwodny AE1.
9 listopada 1914 roku niemiecki krążownik lekki „Emden” zaatakował brytyjską stację radiowo-telegraficzną na jednej z wysp archipelagu Wysp Kokosowych. W kilka godzin później został doścignięty przez „Sydney”, wchodzący w skład eskorty płynącego w pobliżu konwoju. Dowódca australijskiego krążownika, komandor John Glossop, wykorzystał przewagę prędkości oraz donośności dział swojego okrętu i w pojedynku artyleryjskim, znanym jako bitwa koło Wysp Kokosowych, zniszczył jednostkę niemiecką. Była to pierwsza bitwa i pierwsze zwycięstwo nad wrogim okrętem w historii Royal Australian Navy.
W pierwszym okresie wojny jednostki australijskie pozostawały na wodach macierzystych, zagrożonych przez działania Niemieckiej Eskadry Wschodnioazjatyckiej admirała Maximiliana von Spee. Po jej rozgromieniu w bitwie koło Falklandów 8 grudnia 1914 roku, możliwe stało się przebazowanie części sił Royal Australian Navy na inne teatry działań wojennych. Flagowa „Australia” od początku 1915 roku przebywała na wodach europejskich, uczestnicząc w ramach Grand Fleet w operacjach przeciwko niemieckiej Hochseeflotte. Stary krążownik pancernopokładowy „Pioneer” (przejęty od Royal Navy w 1913 roku) został wysłany na Ocean Indyjski i do wycofania z linii w 1916 roku brał udział w walkach przeciwko siłom Niemieckiej Afryki Wschodniej, między innymi w bitwie w delcie Rufidżi z krążownikiem „Königsberg”, zakończonej jego zniszczeniem 11 lipca 1915 roku. Okręt podwodny AE2 z kolei operował w rejonie Dardaneli, będąc pierwszą aliancką jednostką, której 26 kwietnia 1915 roku udało się przejść cieśninę. Trzy dni później został zatopiony przez turecki torpedowiec, a jego załoga dostała się do niewoli.
23 kwietnia 1918 roku Brytyjczycy przeprowadzili śmiały rajd na Zeebrugge, celem zablokowania tego portu dla floty niemieckiej. Wzięło w nim udział 11 ochotników z załogi „Australii”: porucznik inżynier W. H. V. Edgar i dziesięciu marynarzy. Oficer za swą postawę podczas akcji został odznaczony Distinguished Service Cross, trzej marynarze Distinguished Service Medal, trzej inni zostali wymienieni w sprawozdaniu.
Trzy spośród jednostek Royal Australian Navy weszły w skład zespołu przyjmującego 21 listopada 1918 roku płynące na internowanie na mocy rozejmu w Compiègne okręty Hochseeflotte. Były to: krążownik liniowy „Australia” oraz krążowniki lekkie „Sydney” i „Melbourne”. Pod koniec wojny marynarka australijska liczyła 37 jednostek i ponad 5000 osób personelu. Straty wojenne to dwa okręty podwodne i 171 zabitych, w tym 63 marynarzy Royal Navy, służących pod banderą australijską.

### Dwudziestolecie międzywojenne

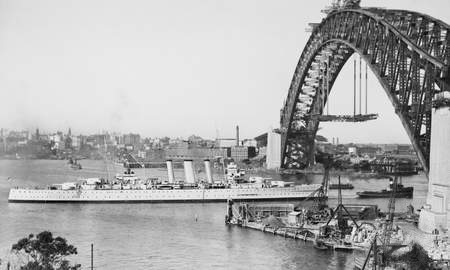
HMAS „Canberra” wpływa do Sydney Harbour w 1930

Po zakończeniu wojny, na fali nastrojów pacyfistycznych i przy znacznych trudnościach budżetowych, rząd australijski zdecydował o znaczącej redukcji potencjału własnej marynarki wojennej. Na mocy ustaleń konferencji waszyngtońskiej wycofany z linii został największy okręt Royal Australian Navy, krążownik liniowy „Australia”. Ostatecznie został ceremonialnie zatopiony 12 kwietnia 1924 roku. Do rezerwy przesunięto szereg starszych okrętów (w tym lekkie jednostki otrzymane w 1919 roku z demobilu Royal Navy), część z nich przeznaczając do celów pomocniczych. Jednak już w tym samym roku podjęto decyzję o zamówieniu w ramach pięcioletniego planu budżetowego nowych jednostek: dwóch krążowników waszyngtońskich brytyjskiego typu County: „Australia” (II) i „Canberra” oraz transportowca wodnosamolotów „Albatross”. Weszły one do służby pod koniec lat 20.
Wielki kryzys 1929 roku spowodował kolejne ograniczenia w wydatkach na siły zbrojne i zmniejszenie liczebności personelu marynarki do około 3000 osób. Jednak już w 1933 roku rząd australijski zamówił w stoczniach brytyjskich trzy kolejne nowoczesne jednostki: krążowniki lekkie zmodyfikowanego typu Leander. Budowę jednego z nich sfinansowano, przekazując Royal Navy niedawno nabytego „Albatrossa” (w czasie II wojny światowej służył jako okręt warsztatowy). Z mniejszych okrętów zakupiono stare brytyjskie niszczyciele typu V, pochodzące z końcowego okresu I wojny światowej.

### II wojna światowa

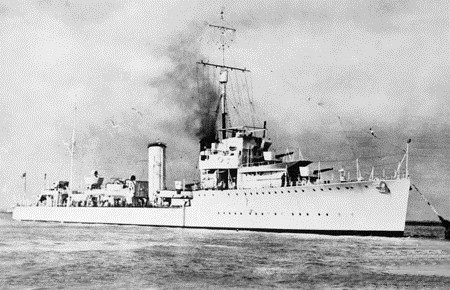
Niszczyciel „Stuart”

3 września 1939 roku Związek Australijski przyłączył się do brytyjskiej deklaracji wojny przeciwko III Rzeszy. W tym czasie w skład Royal Australian Navy wchodziły dwa krążowniki ciężkie, cztery krążowniki lekkie, pięć niszczycieli i dwa slupy. Personel zawodowy wynosił ponad 5000 osób, drugie tyle powołano z rezerwy.
Pierwsze działania australijskich okrętów miały miejsce na wodach europejskich. Pięć niszczycieli dołączyło do Floty Śródziemnomorskiej Royal Navy pod koniec 1939 roku, wkrótce na Morze Śródziemne przybył również krążownik lekki „Sydney” (II). Australijscy marynarze cieszyli się świetną opinią dowódcy Floty Śródziemnomorskiej, admirała Andrew Cunninghama. Zasłużyli na to doskonałą postawą w akcjach bojowych: „Sydney” zatopił m.in. włoski niszczyciel „Espero” w bitwie 28 czerwca i krążownik lekki „Bartolomeo Colleoni” w bitwie koło przylądka Spatha 19 lipca 1940 roku; spośród niszczycieli „Voyager” współuczestniczył w zatopieniu okrętów podwodnych „Console Generale Liuzzi” 27 czerwca i „Uebi Scebeli” 29 czerwca 1940 roku, a „Stuart” zatopił okręt podwodny „Gondar” 30 września 1940 roku.
W tym czasie do sił australijskich na półkuli północnej dołączyła również „Australia”, we wrześniu 1940 roku biorąc udział w operacji Menace, a później w działaniach eskortowych i patrolowych na Atlantyku i Oceanie Indyjskim. Pod koniec 1940 roku „Sydney” odpłynął na wody macierzyste, wkrótce zastąpiony na Morzu Śródziemnym przez „Perth”. Ten ostatni, wraz z dwoma niszczycielami, wziął udział w bitwie koło przylądka Matapan 27 marca 1941 roku. Po rozpoczęciu wojny na Pacyfiku znaczna liczba jednostek australijskich została wysłana w tamten region, ale niektóre, zwłaszcza nowo przejęte od Royal Navy, uczestniczyły w akcjach na europejskim teatrze działań wojennych do 1945 roku, biorąc udział między innymi w lądowaniu na Sycylii i osłonie konwojów do Związku Radzieckiego.

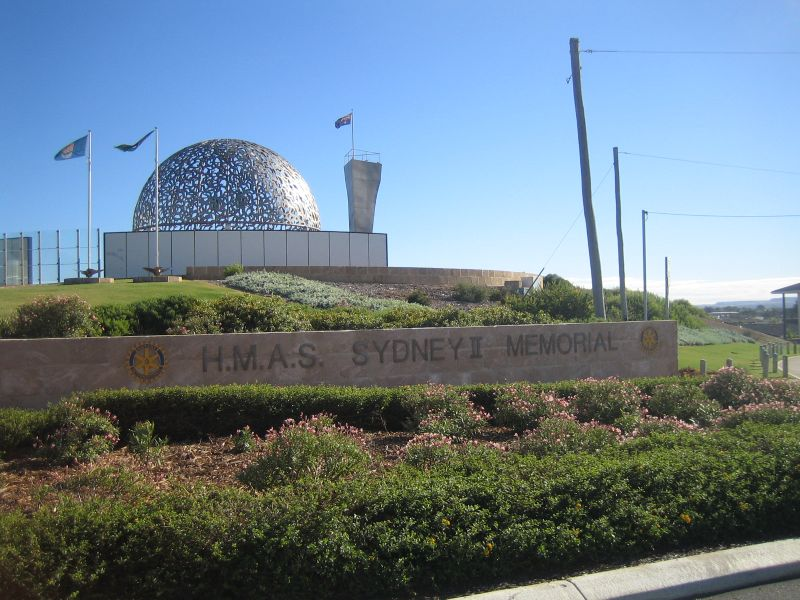
Pomnik poległych członków załogi „Sydney” (II) na Mount Scott w Geraldton

19 listopada 1941 roku Royal Australian Navy poniosła największą stratę osobową podczas II wojny światowej. W bitwie z niemieckim krążownikiem pomocniczym „Kormoran” zatonął „Sydney” wraz z całą, liczącą 645 osób, załogą.
Po rozpoczęciu wojny na Pacyfiku część okrętów australijskich weszła w skład połączonych sił amerykańsko-brytyjsko-holendersko-australijskich, znanych jako ABDA, których zadaniem miała być obrona Holenderskich Indii Wschodnich. Po rozbiciu połączonej floty w bitwie na Morzu Jawajskim 27 lutego 1942 roku, usiłujący opuścić zagrożony rejon „Perth” został następnego dnia zatopiony podczas bitwy w Cieśninie Sundajskiej, ze stratą 352 członków załogi. 4 marca tegoż roku slup „Yarra”, dowodzony przez komandora podporucznika Roberta W. Rankina, zatonął wraz ze 138 członkami załogi po stoczeniu beznadziejnej walki z trzema japońskimi krążownikami ciężkimi w obronie eskortowanego konwoju.
W dniach 7 i 8 maja 1942 roku okręty australijskie wzięły udział w bitwie na Morzu Koralowym. W nocy z 31 maja na 1 czerwca 1942 roku japońskie miniaturowe okręty podwodne sforsowały wejście do portu w Sydney i podjęły próbę zaatakowania kotwiczących tam jednostek. Zatopiony został jedynie stary okręt-baza „Kuttabul”, zginęło 21 przebywających na nim marynarzy, Japończycy stracili wszystkie trzy biorące udział w akcji okręty wraz z załogami. 8 czerwca pozostające u wybrzeży Australii japońskie okręty podwodne ostrzelały z dział pokładowych Sydney i Newcastle.
Kolejnymi starciami wojny na Pacyfiku, w których uczestniczyły okręty australijskie były: bitwa koło wyspy Savo 8 i 9 sierpnia 1942 roku, w której zatopiony został krążownik „Canberra” (zginęło 84 marynarzy wraz z dowódcą okrętu) czy bitwa o Leyte w dniach 23−25 października 1944 roku. Jednostki wchodzące w skład Brytyjskiej Floty Pacyfiku wzięły udział w bitwie o Okinawę w 1945 roku.
2 września 1945 roku dziesięć okrętów Royal Australian Navy przebywało w Zatoce Tokijskiej podczas podpisywania aktu bezwarunkowej kapitulacji Japonii. W ceremonii na pokładzie pancernika „Missouri” Australię reprezentował admirał John Augustine Collins. Okręty australijskie brały później udział w okupacji Wysp Japońskich i rozminowywaniu okolicznych wód.
Pod koniec wojny liczba jednostek wojennych pod australijską banderą przekroczyła 150, zaś liczebność personelu floty wynosiła 39 650 osób. Straty osobowe Royal Australian Navy wyniosły 1716 zabitych w wyniku akcji nieprzyjaciela na pokładach okrętów australijskich oraz 436 na innych jednostkach bądź z przyczyn niezwiązanych bezpośrednio z prowadzonymi działaniami. Wśród zatopionych okrętów były: trzy krążowniki, cztery niszczyciele, dwa slupy i korweta, oraz inne, małe i pomocnicze jednostki.

### Lata powojenne

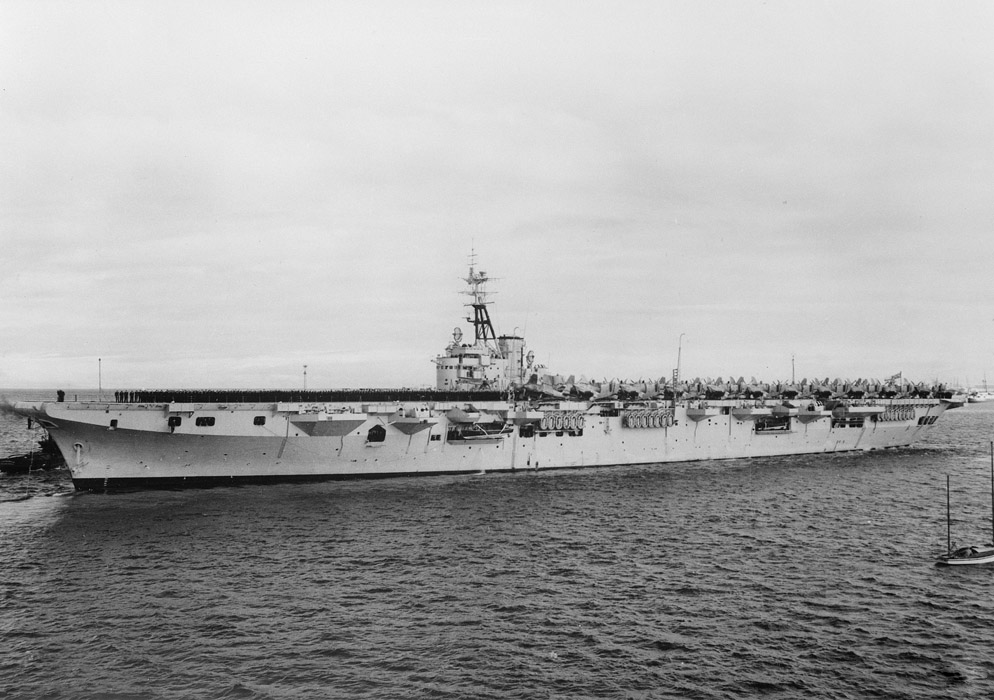
Lotniskowiec „Sydney” (III) w 1949

Po zakończeniu II wojny światowej Royal Australian Navy zasiliły dwa lotniskowce brytyjskiego typu Majestic, noszące tradycyjne nazwy: „Sydney” (III) i „Melbourne” (II). Jednocześnie wycofano ze służby część starszych, zużytych służbą wojenną jednostek. Pierwszym powojennym konfliktem, w który zaangażowały się australijskie siły zbrojne, była wojna koreańska. Pod koniec czerwca 1950 roku dwa okręty australijskie: niszczyciel „Bataan” i fregata „Shoalhaven”, zostały formalnie oddane pod kontrolę dowództwa Narodów Zjednoczonych. W październiku niszczyciel „Warramunga” prowadził wsparcie ogniowe wojsk amerykańskich podczas desantu w Wŏnsan, w grudniu 1950 roku okręty australijskie uczestniczyły w ewakuacji z Hŭngnam. Od września 1951 roku na wodach koreańskich przebywał również „Sydney”.
Od 1955 do 1960 roku australijskie okręty działały na wodach okalających Malezję, wspierając władze Federacji Malajskiej w walce z komunistyczną partyzantką. W 1963 roku wybuchł konflikt pomiędzy Malezją a Indonezją o Borneo. Australia wspólnie z Wielką Brytanią wspierały w nim Malezję, swój udział w działaniach miały również jednostki Royal Australian Navy. Ich głównymi zadaniami były patrole w Cieśninie Singapurskiej i ostrzał pozycji wojsk indonezyjskich. 10 lutego 1964 roku zdarzył się tragiczny wypadek: lotniskowiec „Melbourne” zderzył się podczas manewrów w zatoce Jervis z niszczycielem „Voyager”, przecinając go na dwie części. Niszczyciel błyskawicznie zatonął, pociągając za sobą 14 oficerów i 67 marynarzy z liczącej 293 osoby załogi oraz jednego z obecnych na okręcie cywilnych stoczniowców.
W 1967 roku używaną dotychczas jako banderę okrętów australijskich brytyjską White Ensign zastąpiła własna bandera: Australian White Ensign, oparta na wzorze flagi cywilnej.
W latach 1965−1972 Australia była zaangażowana zbrojnie w konflikt w Wietnamie. Od 1967 roku uczestniczyły w nim również okręty Royal Australian Navy, pierwszym był niszczyciel rakietowy „Hobart” (typu Perth). Ogółem w wojnie wzięły udział cztery australijskie niszczyciele, których głównym zadaniem było ostrzeliwanie nadbrzeżnych pozycji przeciwnika oraz przebudowany na transportowiec wojska „Sydney”. W 1971 roku, zgodnie z decyzją rządu australijskiego o zmniejszaniu zaangażowania militarnego w Wietnamie, wszystkie okręty zostały wycofane ze strefy frontowej.
3 czerwca 1969 roku „Melbourne” ponownie uczestniczył w kolizji z niszczycielem, tym razem amerykańskim „Frank E. Evans”. Zderzenie miało miejsce podczas międzynarodowych manewrów na Morzu Południowochińskim. I w tym przypadku niszczyciel został rozcięty dziobem lotniskowca i zatonął z 74 członkami załogi.
Na przełomie 1974 i 1975 roku okręty Royal Australian Navy wzięły udział w akcji pomocy dla zniszczonego 25 grudnia przez tropikalny cyklon miasta Darwin.
Po zakończeniu zimnej wojny marynarka australijska wzięła udział w kolejnych konfliktach: obydwu wojnach w Zatoce Perskiej, operacjach międzynarodowych w Timorze Wschodnim i na Wyspach Salomona. W listopadzie i grudniu 2006 roku prowadziły operację Quickstep, przygotowanie do ewentualnej ewakuacji obywateli australijskich po kryzysie władzy na Fidżi.
W Royal Australian Navy służyły trzy klasyczne lotniskowce:
- HMS Vengeance (R71)(inne języki) (lotniskowiec typu Colossus) w latach 1952-1955
- HMAS Sydney (R17) (lotniskowiec typu Majestic) w latach 1948-1958
- HMAS Melbourne (R21)(inne języki) (lotniskowiec typu Majestic) w latach 1955-1982

Obecnie, podobną rolę pełnią uniwersalne okręty typu Canberra.
4 października 2013 roku w Sydney Harbour odbyła się wielka międzynarodowa parada floty dla uczczenia stulecia pierwszego wejścia do tego portu okrętów Royal Australian Navy. Wzięło w niej udział więcej niż 30 okrętów i 16 dużych żaglowców, na pokładach których znajdowało się około 8000 marynarzy z ponad 20 państw świata.

## Współczesność

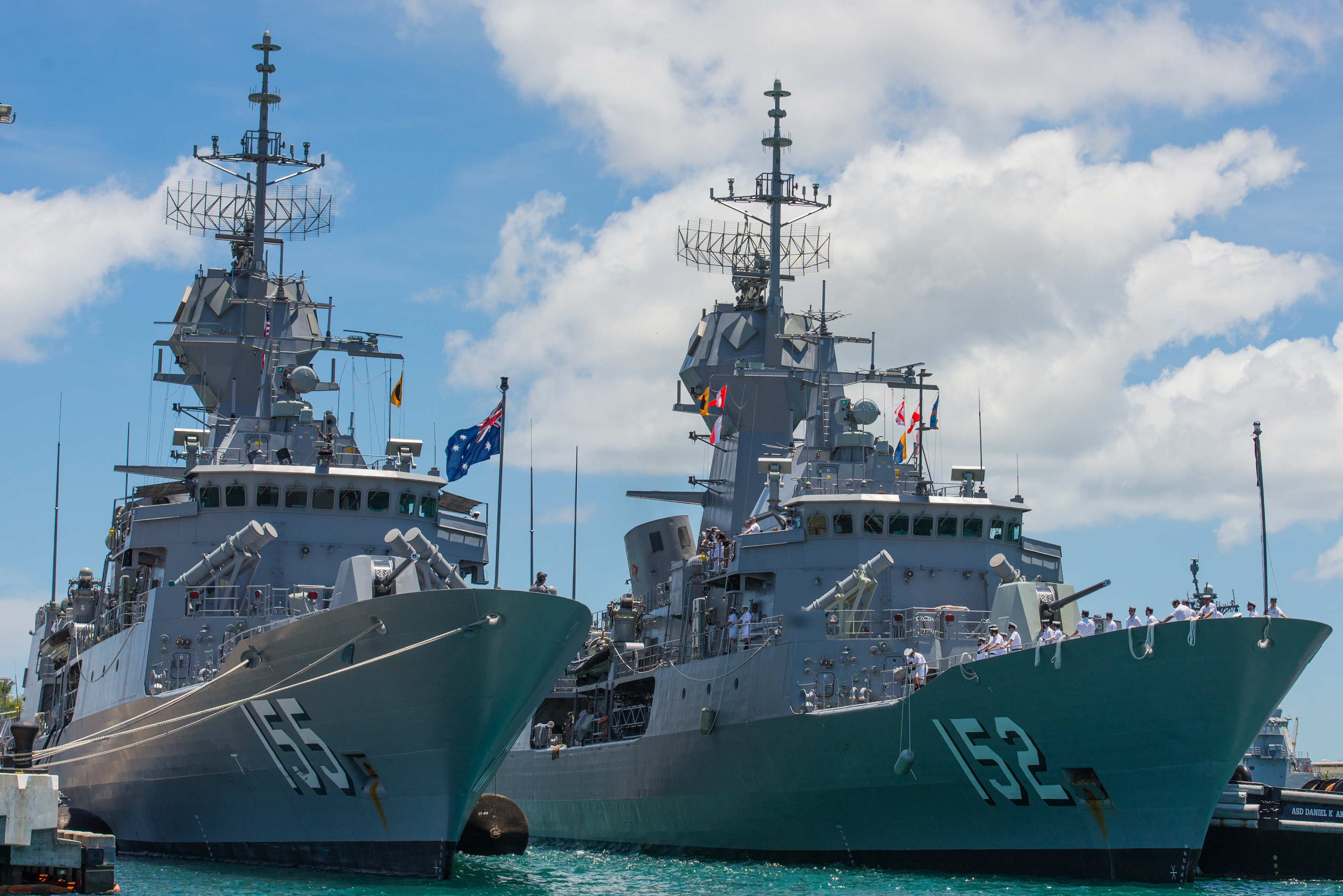
Dwie australijskie fregaty rakietowe typu Anzac w porcie Pearl Harbor podczas międzynarodowych manewrów morskich RIMPAC 2016

Współczesna Royal Australian Navy jest marynarką wojenną średniej wielkości, odgrywającą dużą rolę militarną w regionie Azji i Pacyfiku. Znacząca jest również jej obecność na akwenie Oceanu Indyjskiego. Największymi okrętami nawodnymi są niszczyciele rakietowe typu Hobart (3 jednostki), fregaty rakietowe typu Anzac (8 jednostek) i uniwersalne helikopterowce desantowe typu Canberra (2 jednostki). Flotę podwodną stanowi sześć okrętów podwodnych typu Collins. Ponadto marynarka dysponuje patrolowcami, niszczycielami min i dużą gamą jednostek pomocniczych. Integralną częścią Royal Australian Navy jest lotnictwo morskie (Australian Navy Aviation Group), składające się aktualnie z trzech dywizjonów śmigłowców. Marynarka wojenna dysponuje również siłami specjalnymi: dwoma pododdziałami płetwonurków (Clearance Diving Teams), specjalizujących się w działaniach przeciwminowych, rozpoznawczych i antyterrorystycznych. Oddziały te były użyte operacyjnie podczas wojny wietnamskiej i obydwu wojen w Zatoce Perskiej.
Naczelne dowództwo sprawuje Kwatera Główna Marynarki (Naval Headquarters − NHQ) w Canberze. Przewodzi jej dowódca marynarki (Chief of Navy − CN), w randze wiceadmirała. Podlegają jej dwa dowództwa: operacyjne floty (Fleet Command) i administracyjne (System Command). Od połowy 2014 roku dowódcą Royal Australian Navy jest wiceadmirał Tim Barrett. Funkcję dowódcy floty (Commander Australian Fleet) pełni również od 2014 roku kontradmirał Stuart Mayer.
14 grudnia 2011 roku rząd Australii zaprosił kilka europejskich stoczni (DCNS, Navantia i HDW) do składania projektów budowy okrętów podwodnych dla swojej marynarki wojennej. Program nosi nazwę SEA 1000 i zakłada zakup 12 okrętów w czterech fazach. Dzień później hiszpańska stocznia Navantia podpisała umowę zgodnie z którą ma wykonać fragmenty kadłuba drugiej jednostki typu Hobart. 16 grudnia podpisano inną umowę z Navantią zakładającą budowę 12 szybkich barek desantowych typu LCM-1E. W 2014 roku do floty dołączyć ma pierwszy z dwóch zamówionych u Navantii okrętów desantowych typu Canberra.
W 2019 roku wycofano ze służby dwie ostatnie fregaty rakietowe typu Adelaide oraz okręt zaopatrzeniowy HMAS Success typu Durance.
Pierwotnie, w celu zastąpienia okrętów podwodnych typu Collins, Australia planowała zakup 12 okrętów podwodnych typu Attack od Francji. Miały to być okręty oparte na projekcie okrętów podwodnych typu Barracuda z przerobionym napędem z jądrowego na napęd napęd hybrydowy (diesel i elektryczny). W 2021 roku ten projekt anulowano. 15 września 2021 roku Australia, Stany Zjednoczone i Wielka Brytania podpisały pakt o współpracy militarnej AUKUS, w celu przeciwwagi do potęgi militarnej Chin na Pacyfiku. Jednym z kluczowych elementów nowej współpracy ma być zakup przez Australię okrętów podwodnych o napędzie jądrowym. Możliwe, że okręty będą oparte na projekcie brytyjskich atomowych okrętów podwodnych typu Astute lub amerykańskich atomowych okrętów podwodnych typu Virginia. Co prawda, oryginalne francuskie okręty dysponowały napędem jądrowym, lecz zrezygnowano z ich zakupu ze względu na problematyczny napęd jądrowy, który trzeba serwisować co 10 lat, w porównaniu do rozwiązań amerykańskich i brytyjskich, których napędy atomowe działają bez serwisowania przez cały okres użytkowania okrętu.
Australia należy do konsorcjum ESSM używającego pociski przeciwrakietowe i przeciwlotnicze nowej generacji klasy woda-powietrze RIM-162 Evolved Sea Sparrow.

### Okręty
| Zdjęcie | Jednostka                              | Producent             | Typ                                                   | Liczba                | Uwagi |
| ------- | -------------------------------------- | --------------------- | ----------------------------------------------------- | --------------------- | --- |
|         | helikopterowce desantowe typu Canberra | Hiszpania · Australia | helikopterowiec-dok desantowy klasy LHD               | 2                     | Zbudowane w latach 2009–2015, wejście do służby w latach 2014-2015. Wyporność: 27 500 ton. W niedalekiej przyszłości mogą zostać lotniskowcami dla myśliwców F-35. |
|         | okręty desantowe typu Bay              | Wielka Brytania       | dok desantowy klasy LSD                               | 1                     | Zbudowany w 2003 roku dla brytyjskiej marynarki, w której służył w latach 2006-2011. Wejście do służby w australijskiej marynarce w 2011 roku jako HMAS Choules. Wyporność: 16 160 ton. |
|         | niszczyciele rakietowe typu Hobart     | Australia             | niszczyciel rakietowy                                 | 3                     | Zbudowane w latach 2015-2018, wejście do służby w latach 2017-2020. Wyposażone w 48 wyrzutni Mk 41 VLS z pociskami przeciwlotniczymi RIM-66 lub RIM-162 Evolved Sea Sparrow lub RIM-174 Standard Missile 6 ERAM oraz pociskami manewrującymi Tomahawk o zasięgu 1500 km, 8 wyrzutni z pociskami przeciwokrętowymi Harpoon, 4 wyrzutnie Mk 32 dla torped MU90 Impact, system artyleryjski Phalanx CIWS, armata Mark 45 127 mm, 2 karabiny Mark 38 25 mm. Niszczyciele są wyposażone w zintegrowany system wykrywania, naprowadzania i kierowania ogniem AEGIS. Wyporność: 7 000 ton. |
|         | fregaty rakietowe typu ANZAC           | Australia             | fregata rakietowa                                     | 8                     | Zbudowane w latach 1994-2004, wejście do służby w latach 1996-2006. Wyporność: 3 600 ton. Wyposażone w 8 wyrzutni Mk 41 VLS z pociskami przeciwlotniczymi RIM-162 Evolved Sea Sparrow, 8 wyrzutni z pociskami przeciwokrętowymi Harpoon, 6 wyrzutni Mark 32 z torpedami MU90 Impact, system artyleryjski Phalanx CIWS, armata Mark 45 127 mm, Mini Typhoon z 2 karabinami 12,7 mm. Mają być zastąpione przez 6 ciężkich fregat rakietowych typu Hunter. Ponadto zostaną też zastąpione przez kilka nowego typu fregat wielozadaniowych programu SEA 3000 (Tier 2). |
|         | fregaty rakietowe typu Hunter          | Australia             | niszczyciel / ciężka fregata rakietowa                | (6 zamówionych)       | Budowane od 2024 roku. Wyporność: 8 100 ton. Oparte na brytyjskich fregatach rakietowych typu 26. Pierwszym okrętem będzie HMAS Hunter. Docelowo na wyposażeniu okrętu mają być: 32 wyrzutnie Mk 41 VLS z pociskami przeciwlotniczymi RIM-66 lub RIM-162 Evolved Sea Sparrow lub RIM-174 Standard Missile 6 ERAM oraz pociskami manewrującymi Tomahawk, 8 wyrzutni z pociskami przeciwokrętowymi np. Harpoon, 4 wyrzutnie Mark 32 dla torped MU90 Impact, 2 systemy artyleryjskie Phalanx CIWS, armata Mark 45 127 mm, 2 armaty automatyczne Mk 44/S Bushmaster II 30 mm. Mają być wyposażone w zintegrowany system wykrywania, naprowadzania i kierowania ogniem AEGIS. Mają zastąpić fregaty rakietowe typu ANZAC. |
|         | okręty podwodne typu Collins           | Australia             | okręt podwodny klasy SSK (myśliwski)                  | 6                     | Zbudowane w latach 1993-2001, wejście do służby w latach 1996-2003. Wyporność: 3 400 ton. Będą zastąpione przez 3 okręty podwodne o napędzie atomowym typu Virginia oraz 5 okrętów podwodnych o napędzie atomowym typu SSN-AUKUS |
|         | okręty podwodne typu Virginia          | Stany Zjednoczone     | okręt podwodny klasy SSN / SSGN (o napędzie atomowym) | (3 zamówione)         | 14 marca 2023 roku, w ramach paktu bezpieczeństwa AUKUS ogłoszono, że Royal Australian Navy kupi trzy okręty podwodne klasy Virginia jako środek pośredni między wycofaniem ich konwencjonalnych okrętów podwodnych typu Collins a zakupem przyszłych okrętów podwodnych z napędem atomowym typu SSN-AUKUS. Gdyby program SSN-AUKUS natrafił na opóźnienia, Australia miałaby możliwość zakupu dwóch dodatkowych okrętów podwodnych typu Virginia. Będą to dwa używane przez USA okręty Block IV (wyporność: 7 900 ton) oraz jeden fabrycznie nowy okręt Block VII, którego budowa rozpocznie się ok. 2029 roku. |
|         | Ghost Shark                            | Australia             | autonomiczny pojazd podwodny                          | 1 (z 3 zamówionych)   | Budowane od 2022 roku, wszystkie trzy mają zostać dostarczone do czerwca 2025 roku. Dodatkowy (czwarty) egzemplarz Ghost Shark XL-AUV został w 2024 roku wysłany do marynarki wojennej USA. |
|         | okręty patrolowe typu Arafura          | Australia             | patrolowiec oceaniczny                                | 2 (z 6 zamówionych)   | Budowane od 2018 roku. Wyporność: 1 640 ton. |
|         | okręty patrolowe typu Armidale         | Australia             | patrolowiec                                           | 3                     | Zbudowane w latach 2004-2007, wejście do służby w latach 2005-2008. Z wyprodukowanych 14 sztuk, obecnie w służbie są 3 sztuki. Dodatkowo jedną sztukę użytkuje Australian Defence Organisation. Wyporność: 300 ton. |
|         | okręty patrolowe typu Cape             | Australia             | patrolowiec                                           | 10 (z 12 zamówionych) | Budowane od 2013 roku. Wypożyczone 2 okręty od Australijskich Sił Granicznych (która ma łącznie 8 sztuk). Wyporność: 400 ton. |
|         | niszczyciele min typu Huon             | Australia             | niszczyciel min                                       | 3                     | Zbudowane w latach 1994-2003, wejście do służby w latach 1999-2003. Wyporność: 732 tony. Zbudowano 6 sztuk. W latach 2018-2024 wycofano ze służby 3 okręty. Docelowo, mają być zastąpione przez zmodyfikowane okręty patrolowe typu Arafura. |
|         | okręty zaopatrzeniowe typu Supply      | Hiszpania             | okręt zaopatrzeniowy                                  | 2                     | Zbudowane w latach 2018-2019, wejście do służby w 2021 roku. Wyporność: 19 500 ton. |

### Pojazdy powietrzne
| Zdjęcie | Nazwa                   | Typ                                            | W służbie | Uwagi                        |
| ------- | ----------------------- | ---------------------------------------------- | --------- | ---------------------------- |
|         |                         |                                                |           |                              |
|         | Sikorsky MH-60R         | Śmigłowiec ZOP                                 | 24        |                              |
|         | MRH90 TTH Taipan        | Śmigłowiec wielozadaniowy                      | 7 (9)     | 2 wspólne z Australian Army. |
|         | Eurocopter EC135        | Śmigłowiec szkoleniowy                         | 15        |                              |
|         | Bell 429                | Śmigłowiec treningowy                          | 3         | Wypożyczone na 4 lata        |
|         | Camcopter S-100         | Śmigłowiec bezzałogowy                         |           |                              |
|         | Boeing Insitu ScanEagle | Bezzałogowy rozpoznawczy aparat latający (UAV) |           |                              |

razem: 49

## Bandery

Bandera wojenna (brytyjska, 1911–1967)
Bandera wojenna (od 1967)
Bandera dowódcy RAN